# 내 물건이 너의 집에 남아있다면 헤어진 게 아니다
《내 물건이 너의 집에 남아있다면 헤어진 게 아니다》(Live Your Strength)는 브랜드 앰배서더 배수지와 신인 배우 남윤수가 출연하고 랑콤이 후원하는 로맨스 단편 영화의 이름이다. 남윤수와 수지의 두 번째 공동 프로젝트이기도 하다.
영화는 김지원이 감독을 맡았는데, 그의 성공적인 작품은 두 자매의 이야기, 쓴 맛과 달콤한 삶, 좋은, 나쁜, 이상한 그리고 나는 악마를 보았다. 흥미롭게도이 단편 영화 "당신의 힘으로 살아라"의 이야기는 배수지가 직접 쓴 소설의 여러 부분에서 가져온 것이다.

## 기획 의도
"당신의 힘으로 살아라"는 오랜 시간 관계를 맺고 다양한 갈등을 경험 한 부부의 이야기이다. 여러 가지 다툼 끝에 헤어지기로 결심했고, 헤어진 후 두 사람은 행복하지 않았고, 좌절했다. 그러나 그들은 계속 넘어지고 싶지 않기 때문에 더 자신감을 가지고 일어나서 계속하기로 결정한다.

## 등장 인물
- 수지 : 수지
- 남윤수 : 태민